# بوب كامبل (مصور)
بوب كامبل (بالإنجليزية: Bob Campbell)‏ هو مصور بريطاني، ولد في 1930، وتوفي في 14 يونيو 2014.

## وصلات خارجية
- بوب كامبل على موقع IMDb (الإنجليزية)